# یوشیموتو کوگیو
یوشیموتو کوگیو (انگلیسی: Yoshimoto Kogyo) شرکت سرگرمی ژاپنی است، که در سال ۱۹۳۲ توسط کیچیبی یوشیموتو تأسیس شد.